# Cảnh Huệ Xương
Cảnh Huệ Xương (tiếng Trung: 耿惠昌; bính âm: Gěng Hùichāng; sinh tháng 11 năm 1951) là một chính khách Trung Quốc, từng là Bộ trưởng Bộ An ninh Cộng hòa Nhân dân Trung Hoa từ năm 2007 đến năm 2016. Ông là một đồng minh chính trị của cựu Tổng Bí thư Hồ Cẩm Đào.

## Tiểu sử
Cảnh Huệ Xương sinh năm 1951 ở Lạc Đình, Đường Sơn, tỉnh Hà Bắc.
Năm 1985, ông là Phó Vụ trưởng Vụ nghiên cứu về Mỹ thuộc Học viện Quan hệ Quốc tế (CICIR), đến năm 1990, ông được bổ nhiệm làm Vụ trưởng Vụ Nghiên cứu về Mỹ và giữ chức vụ này cho đến năm 1993. Trong thời gian công tác tại Vụ (CICIR), ông có thêm học vị Giáo sư và tham gia nghiên cứu chủ nghĩa Hồi giáo ở Châu Á. Năm 1992, ông Cảnh Huệ Xương được cử làm Vụ trưởng Vụ nghiên cứu quan hệ quốc tế hiện đại.
Tháng 9 năm 1998, ông được bổ nhiệm giữ chức Thứ trưởng Bộ An ninh Quốc gia. Ông từng tham gia chuẩn bị an ninh cho Thế vận hội mùa hè 2008 và đến thăm Hy Lạp vào tháng 3 năm 2006 để nghiên cứu cách Hy Lạp xử lý an ninh tại Thế vận hội Olympic năm 2004 ở Athens. Ông còn gặp Bộ trưởng Bộ Tư pháp Hy Lạp Georgios Voulgarakis ở Bắc Kinh vào tháng 11 năm 2005, để ký kết một bản ghi nhớ về các vấn đề An ninh.
Ngày 30 tháng 8 năm 2007, Cảnh Huệ Xương được bổ nhiệm giữ chức Bộ trưởng Bộ An ninh Quốc gia thay thế Hứa Vĩnh Dược. Ông Cảnh Huệ Xương được giới chuyên môn đánh giá là một chuyên gia giỏi trong lĩnh vực an ninh, nhất là hiểu Hoa Kỳ “như lòng bàn tay”. Ông là Bộ trưởng Bộ An ninh Quốc gia đầu tiên có chuyên ngành về chính trị quốc tế chứ không phải là An ninh nội bộ.
Tháng 1 năm 2010, Ủy ban Năng lượng Quốc gia - một cơ quan trực thuộc Quốc vụ viện được thiết lập để cải thiện sự phối hợp của ngành công nghiệp năng lượng Trung Quốc do Thủ tướng Ôn Gia Bảo đứng đầu, ông trở thành một thành viên của Ủy ban.
Tháng 8 năm 2011, ông đến thăm Nepal để phát triển mối quan hệ song phương. Vào tháng 9 năm 2012, ông là thành viên của một phái đoàn dưới sự lãnh đạo của Chu Vĩnh Khang đến thăm Singapore, Afghanistan và Turkmenistan. Tại Singapore, ông đã tham dự lễ khai mạc Diễn đàn Quản lý Xã hội Singapore - Trung Quốc tại St. Regis Hotel.
Ngày 1 tháng 11 năm 2016,  ông Cảnh Huệ Xương, Bộ trưởng An ninh Quốc gia Trung Quốc được bổ nhiệm giữ chức Phó Chủ tịch Ủy ban phụ trách các vấn đề Hồng Kông, Ma Cao, Đài Loan sau khi ông nghỉ hưu ở tuổi 65.
Cảnh Huệ Xương là Ủy viên Ủy ban Chính trị Pháp luật Trung ương Đảng Cộng sản Trung Quốc, Ủy viên Ủy ban Trung ương Đảng Cộng sản Trung Quốc khóa 17 nhiệm kỳ (2007-2012) và khóa 18 nhiệm kỳ (2012–2017).